# Бранкаччо, Антонио
Антонио Бранкаччо (итал. Antonio Brancaccio; 26 августа 1923, Маддалони, провинция Казерта, Кампания — 26 августа 1995, Гёттинген, Нижняя Саксония, Германия) — итальянский юрист и политик, председатель Верховного кассационного суда Италии (1986—1995), министр внутренних дел Италии (1995).

## Биография
Родился 26 августа 1923 года в Маддалони. С 1 октября 1947 года работал в судебной системе — сначала в суде Специи, затем претором в Фраттамаджоре провинции Неаполь. В 1956 году приступил к работе в прокуратуре Рима, затем вернулся в суд. Являлся ассистентом председателя Конституционного суда Энрико де Никола, возглавлял канцелярии двух министров помилования и юстиции — Оронцо Реале и Франческо Паоло Бонифачо.
Работая в прокуратуре, с 1956 по 1964 год вёл несколько значимых дел, в том числе расследование протестов левых движений 30 июня 1960 года в Генуе против проведения в этом городе съезда неофашистского Итальянского социального движения, которые спровоцировали падение правительства Тамброни, и так называемый «банановый скандал» (scandalo delle banane), в рамках которого были привлечены к ответственности более сотни предпринимателей и менеджеров крупных компаний. Перейдя на должность следственного судьи, в 1965 году инициировал задержание видного деятеля Христианско-демократической партии, мэра Рима Америго Петруччи.
С 20 ноября 1986 по 16 января 1995 года являлся председателем Верховного кассационного суда Италии.
С 17 января по 8 июня 1995 года являлся министром внутренних дел, а с 12 июня по 26 августа 1995 года — министром без портфеля в правительстве Дини.
Умер от рака в гёттингенской клинике, где несколько месяцев проходил курс лечения, в день своего рождения 26 августа 1995 года.